# Bulbophyllum nematorhizis
Bulbophyllum nematorhizis là một loài phong lan thuộc chi Bulbophyllum.